# Guardian: The Lonely and Great God
Guardian: The Lonely and Great God (hangul: 쓸쓸하고 찬란하神 - 도깨비; RR: Sseulsseulhago Chanlanhasin - Dokkaebi) är en sydkoreansk TV-serie som sändes på tvN från 2 december 2016 till 21 januari 2017. Gong Yoo, Kim Go-eun, Lee Dong-wook, Yoo In-na och Yook Sung-jae spelar huvudrollerna.

## Rollista (i urval)
- Gong Yoo - Kim Shin / Goblin
- Kim Go-eun - Ji Eun-tak
- Lee Dong-wook - Grim Reaper
- Yoo In-na - Sunny
- Yook Sung-jae - Yoo Deok-hwa